# Чеботарь, Анна Парфиновна
Анна Парфиновна Чеботарь — советский хозяйственный, государственный и политический деятель, Герой Социалистического Труда.

## Биография
Родилась в 1931 году в селе Крива. Член КПСС с 1959 года.
С 1949 года — на хозяйственной, общественной и политической работе. В 1949—1982 гг. — звеньевая колхоза имени Котовского села Верхние Холохоры Липканского района Молдавской ССР, заместитель бригадира комплексной механизированной бригады колхоза «Первое мая» села Крива, председатель Кривского сельсовета.
Указом Президиума Верховного Совета СССР от 7 марта 1960 года присвоено звание Героя Социалистического Труда с вручением ордена Ленина и золотой медали «Серп и Молот».
Избиралась депутатом Верховного Совета Молдавской ССР 5-го, 6-го и 7-го созывов.
Делегат XXII съезда КПСС.